# Маргалит, Авишай
Авишай Маргалит (ивр. אבישי מרגלית‎, Avishai Margalit; род. 22 марта 1939, Афула) — израильский философ, политолог и публичный комментатор, общественный деятель. Специалист по языку, рациональности, политике и морали, опирающийся на методы аналитической философии.
Доктор философии (1970), эмерит-профессор философии Еврейского университета в Иерусалиме, выпускником которого он является и с которым связана практически вся его академическая карьера; состоял профессором Института перспективных исследований в Принстоне (2006—2011). Иностранный член Американского философского общества (2018). Является пристальным наблюдателем за израильско-палестинским конфликтом и более широким конфликтом между исламом и Западом.
Один из основателей организации «Шалом ахшав» (1978).
Лауреат Государственной премии Израиля (2010).
«Топ-философ Израиля, считающийся главным философом страны», — представляет его Стив Линде в «The Jerusalem Post» в 2010 году.
Среди ключевых работ Маргалита — «The Decent Society» (1996).

## Биография
Вырос в Иерусалиме.
В Еврейском университете в Иерусалиме получил степени бакалавра (1963), магистра (1965, с диссертацией по марксовой теории труда) и доктора философии summa cum laude (1970, под началом Йегошуа Бар-Хиллел) по философии. Перед тем находился на военной службе в Цахале и работал в кибуцах. С того же 1970 года преподаёт на кафедре философии альма-матер, первоначально лектор (ассистент-профессор), с 1973 года старший лектор, с 1980 года профессор, именной (Schulman Professor) с 1998 года, с 2006 года эмерит, заведовал кафедрой философии. Состоял именным профессором (George F. Kennan Professor) Школы исторических штудий Института перспективных исследований в Принстоне (2006—2011). Член Israel Arts and Science Academy (2011). Преподавал в Стэнфорде и Оксфорде, Гарварде и Принстоне. 
В 1973 году был одним из основателей левой политической партии «Мокед», внёс вклад в написание её программы и был пятнадцатым в партийном списке на выборах в Кнессет 1973 года. В 1975 году участвовал в создании Израильского совета за израильско-палестинский мир, а в 1978 году входил в первую группу лидеров «Мира сейчас». В 1990-х годах состоял в совете «Бецелем».
С 1984 года регулярно публикуется в New York Review of Books.
Его супруга Эдна Ульман-Маргалит (Edna Ullmann-Margalit) также является преподавателем философии Еврейского университета в Иерусалиме, у них четверо детей и внуки.

## Награды и отличия
- Bertelsmann Professor, Оксфорд (2001/2002, первый удостоенный)
- Spinozalens[нидерл.] Award (2001)
- Tanner Lecturer[англ.], Стэнфорд (2005)
- Премия ЭМЕТ (2007)
- Премия Израиля (2010[6])
- Dr.-Leopold-Lucas-Preis[нем.] (2011[7])
- Ernst-Bloch-Preis[нем.] (2012)[1]

## Работы
Автор многих книг и статей.
- Idolatry (1992, в соавт. с Moshe Halbertal[англ.])
- The Decent Society (1996)
- Views in Review: Politics and Culture in the State of the Jews (1998)
- The Ethics of Memory (2002)
- Occidentalism: The West in the Eyes of Its Enemies (2004, в соавт. с Ian Buruma[англ.])
- On Compromise and Rotten Compromises (2009)

### Переводы на русский язык
- Маргалит А. Человеческое достоинство между китчем и обожествлением // Новое литературное обозрение : журнал  / пер. с англ. Н. Ставрогиной. — 2018. — № 3 (151). — С. 13-26. — ISSN 0869-6365.
- Маргалит А. Достойное общество / пер. с англ. В. Михайлина, Н. Михайлина. — М.: Новое литературное обозрение, 2021. — 304 с. — (Интеллектуальная история). — ISBN 978-5-4448-1511-3.